# Stadio Militare dell'Arenaccia
Lo stadio militare o velodromo Albricci è uno stadio multifunzione di Napoli che fu intitolato a Alberico Albricci, pluridecorato della Grande guerra.

## Storia
Situato nei pressi della caserma militare, lo stadio venne inaugurato nel 1923 con una spettacolare quanto inconsueta competizione aperta al pubblico, consistente in una corrida in cui l'ardito spettatore avrebbe dovuto cercare di assicurarsi una coccarda tricolore (contenente 500 lire dell'epoca), precedentemente infilzata sul dorso di un toro.

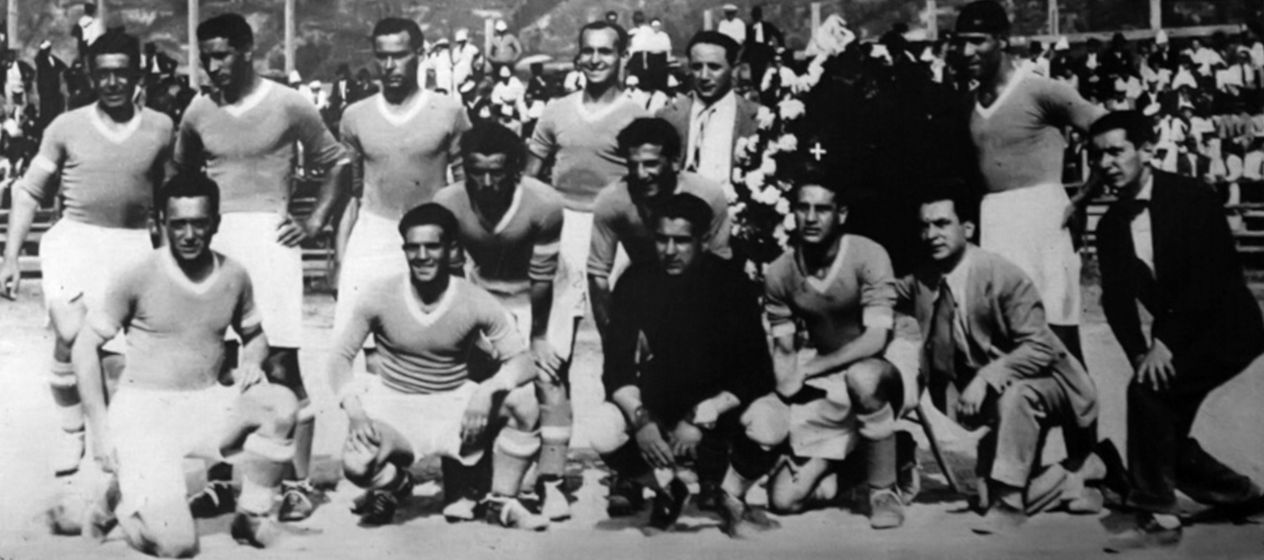
La squadra di calcio del Napoli all'Arenaccia nel 1929

Nel corso degli anni è servito ad ospitare gare ed eventi di vari sport: primo stadio casalingo del Napoli Calcio fino al 1930, è stato il velodromo all'interno del quale Fausto Coppi ha tagliato il traguardo del Giro di Campania del '56.  Negli anni cinquanta, l'Albricci fu promosso a palcoscenico del rugby partenopeo: a lungo la Partenope rugby si allenò all'interno del complesso, nel quale, per decenni, si sono tenute le selezioni del C.S. Esercito e del CUS Napoli, cui partecipavano i giovani atleti da avviare ai campionati studenteschi.
Nel 1959, in vista dei IV Giochi del Mediterraneo, il velodromo è stato oggetto di lavori di ristrutturazione finanziati dal CONI che hanno permesso di recuperare l'impianto in tutta la sua estensione: una pista di atletica, una piscina coperta, una tendo-struttura di basket e volley, due campi da tennis, un campetto di calcio a cinque, una tribuna da 3000 posti, il campo da rugby e la celebre pista ciclabile.
Nel 1968 il velodromo fu teatro dell'arrivo finale del Giro d'Italia, che vide il trionfo (il primo dei suoi cinque) del belga Eddy Merckx: la tappa venne invece vinta dal connazionale Reybrouck. A tutt'oggi si tratta dell'unico arrivo finale del Giro nel Sud Italia.
Fino agli anni duemila è stato utilizzato per l'addestramento ginnico e la cerimonia del giuramento dei nuovi allievi della Scuola Militare Nunziatella, prima del suo spostamento a Piazza del Plebiscito.

## Prospettive sul velodromo
L'impianto è gestito dall'Esercito italiano che ne è proprietario. Accordi di couso con alcune federazioni sportive permettono lo svolgimento della pratica sportiva ai giovani napoletani nell'atletica, nel nuoto e nel rugby.

### Emerografia
- ”Il Mattino”, 14 settembre 2011, Lo stadio Albricci riapre alla città.
- ”Il Mattino”, 28 marzo 2003, L'Albricci è in vendita: rischia di sparire.

### Videografia
- Prima Festa del Rugby a Napoli, 24 settembre 2011, su YouTube.